# DreamHack
DreamHack é uma marca ESL Gaming especializada em torneios de esporte eletrônico e outras convenções de jogos. É reconhecido pelo Guinness Book of Records e Twin Galaxies como sendo a maior LAN party e festival de computadores do mundo, com a conexão de Internet mais rápida do mundo e o maior tráfego de internet gerado. (O recorde de conexão com a Internet foi batido em 2012 pelo segundo maior festival de informática do mundo, The Gathering na Noruega.) Geralmente realiza seus eventos na Europa Ocidental e na América do Norte.

DreamHack de inverno em 2004

DreamHack é realizada em Jönköping na Suécia, inicialmente anualmente desde 1994 e após 2002 duas vezes por ano (edição de verão e edição de inverno). A última DreamHack de inverno, realizou-se de 25 de novembro a 28 de novembro de 2004, no Elmia, centro de exibições, nesta edição participaram 5.272 pessoas e onde estiveram ligados 5.852 computadores a uma única rede de área local (LAN), o qual foi recordado no Guinness Book of Records como a maior LAN party do mundo.